# Andeški
Andeški, Andeško-Meranski, grofje Andeški, kasneje vojvode Meranski. 
V 12. in prvi polovici 13. stoletja so bili ena najuglednejših bavarskih plemiških rodbin. Posesti so imeli tudi na Kranjskem in Mislinjski dolini, ter bili deželni upravitelji na Kranjskem in  mejni grofje (krajišniki) v Istri. Višek ugleda in moči so dosegli v zadnjih dveh desetletjih 12. stoletja, po imenovanju za vojvode Meranske. Leta 1208 so bili brez dokazov obtoženi sodelovanja pri umoru nemškega kralja Filipa Švabskega. Izgubili so ugled in leta 1251 izumrli po moški strani.

## Uvod, grofje von Diessen
Grofje Andeški izhajajo iz stare bavarske rodbine von Diessen, ki je imela svoje matične posesti med zgornjim tokom reke Lech in jezerom Ammer (Ammersee) ter rezidenco na Schönenbergu pri Diessnu na jugozahodni strani jezera. Zelo vpliven je bil grof Oton II., ki si je okrog leta 1116 zgradil nov grad Wofratshausen (vzhodno od Starnberger See), ki je postal njegova nova rezidenca. Oton II. je svojo oblast iz porečja reke Isar razširil v dolini Inna in Isarca ter v Pustriško dolino.

## Grofje Andeški
Otonov nečak Bertold I./II. († 1151), ki je bival tačas na dreissinškem gradu, se v listini iz leta 1135 omenja kot „comes de Plassenberch“; domnevno je tedaj pridobil posesti ob zgornji Majni s Kulmbachom in dal tam zgraditi grad Plassenburg. Za svojo novo rezidenco je zgradil nov grad v Andechsu na vzhodni strani jezera Ammer. S tem je začel andeško vejo diessenških grofov.
Staro rezidenco rodbine na Schönenbergu pri Diessnu so opustili; obe veji rodbine, wofratshausenska in andeška, sta tam skupaj ustanovili samostan, ki je bil obenem pokopno mesto rodbine.
Bertold I./II. se je poročil z Zofijo († 1132), hčerko istrskega mejnega grofa Popona iz turingijske rodbine Weimar-Orlamünde. Z njeno doto je rodbina Andeških stopila tudi na ozemlja južno od Alp. 
Dobri odnosi s cesarjem Friderikom I. Barbaroso in ugodne dedovalne okoliščine so njegovemu sinu, Bertoldu II./III. († 1188), omogočili hiter vzpon med plemstvom in v državni politiki. Leta 1157 je podedoval posesti wolfratshausenske veje, ki je tedaj ostala brez moškega naslednika. Naslednje leto je umrl zadnji gospodar grofije Formbach-Pitten, Ekbert III., in Bertold je iz dednega spora s štajerskim mejnim grofom Otokarjem III. iztržil Neuburg in Schärding ob spodnjem Innu. Brat Oton († 1196), ki je bil leta 1165 izvoljen za škofa v Briksnu, mu je prepustil v upravljanje škofijo Briksen in samostan Neustift in mu dal v fevd grofovske pravice v Noritalu  in Pustriški dolini. Bertold je s tem dobil nadzor nad brennersko potjo preko Alp v Italijo. Ob starem andeškem gradu Ambras v dolini Inna je ustanovil trg, ki se je kasneje razvil v mesto Innsbruck. Leta 1173, po smrti Spanheima Engelberta III., je od cesarja dobil v fevd mejno grofijo Istro. 
Bertold II./III. se je poročil z Hedviko von Wittelsbach-Dachau († 1174), sestro meranskega vojvode Konrada III., ki je leta 1182 umrl brez sina. Cesar je za novega meranskega vojvodo imenoval njunega sina Bertolda III./IV.

## Vojvode Meranski
Bertolda II./III. je kot andeški grof in istrski mejni grof nasledil njegov najstarejši sin Bertold III./IV. († 1204). Po padcu Welfa Henrika Leva, ko je cesar Friderik Barbarosa za bavarskega vojvodo imenoval Wittelsbacha Otona I., je bil Bertold imenovan za vojvodo Meranije, Hrvaške in Dalmacije (verjetno za izravnavo moči dveh največjih, med seboj tekmujočih bavarskih rodbin), kar je rodbino Andeških povzdignilo v stan državnih knezov. Tudi Bertold III./IV. je bil namreč zvest pristaš Štaufovcev. Poročen je bil z Agnes von Rochlitz iz rodbine Wettincev († 1195), ki mu je rodila štiri sinove in pet hčera.
Bertold III./IV. je leta 1186 spremljal kralja Henrika VI. v Italijo. V tretji križarski vojni je vodil enega od štirih delov vojske cesarja Friderika Barbarose (1190) in je bil med maloštevilnimi, ki so po cesarjevi smrti v reki Göksu nadaljevali pot in prestali vse tegobe križarskega pohoda v Sveto deželo. Po povratku v Nemčijo se je udeležil večine državnih zborov cesarja Henrika VI. Po Henrikovi smrti (1197) in dvojnih volitvah (1198) je ostal s svojimi štirimi sinovi Otonom, Henrikom, Ekbertom in Bertoldom dosledno na štaufovski strani in mnogo pripomogel pri uspehu Filipa Švabskega v boju proti Welfu Otonu IV. Tudi njegovi sinovi so bili za zvestobo nagrajeni z visokimi položaji, hčere pa z ženitnimi ponudbami iz evropskih vladarskih rodbin. Rodbina Andeških je v njegovem času dosegla višek ugleda; andeške posesti so se nahajale na območju od Frankovske do Jadrana (poglej si skico andeških posesti v viru Die Andechs – Meranier).

## Izguba ugleda. Izumrtje rodbine po moški strani
Bertolda III./IV. je na položaju meranskega vojvode nasledil najstarejši sin Oton, kot Oton I. († 1234). Na položaju istrskega krajišnika je očeta nasledil drugi sin Henrik IV. († 1228). Že leta 1203 je bil njun brat Ekbert imenovan za škofa v Bambergu, najmlajši brat, Bertold, pa je leta 1206 postal nadškof v ogrski Kalocsi. Kralj Filip je pokazal naklonjenost Andeškim tudi tako, da je dal Otonu za ženo svojo nečakinjo Beatriks († 1231), hčerko in edino dedinjo burgundskega grofa Otona I. († 1200) in z njo tudi svobodno grofijo Burgundijo, skupaj s častjo palatinskega grofa.
Visok položaj Andeških v kraljestvu naj bi prikazala tudi slavnostno zasnovana poroka Otona in Beatriks na dvoru Otonovega brata, bamberškega škofa Ekberta. 21. julija 1208 se je tam zbralo Štaufovcem zvesto plemstvo, da bi praznovalo ob prisotnosti kralja. Toda slavje se je končalo s katastrofo. Kralja Filipa je v palači bamberškega škofa umoril Wittelsbach, bavarski palatinski grof Oton VIII.; šlo je za osebno maščevanje, morda tudi za zaroto. Andeška brata Ekberta in Henrika so osumili, da sta vedela za priprave. Zbor državnih knezov ju je, tako kot storilca, ki je pobegnil, obsodil na »reichsaht«, kar je pomenilo izgubo vseh lastnih posesti in državnih fevdov, služb in dohodkov ter izločitev iz pravne varnosti (vsakdo bi ju lahko nekaznovano ubil). Dogodek je pomenil konec vzpona rodbine Andeških.
Izgledalo je sicer, da sta se znašli med seboj tekmujoči bavarski rodbini Andeških in Wittelsbachov v enako neugodnem položaju. A je morilčev bratranec, bavarski vojvoda Ludvik I., dotlej tudi zavzet pristaš Štaufovcev, nemudoma prestopil v tabor protikralja Otona IV. Sodeloval je na Otonovem prvem državnem zboru v Frankfurtu, ki je Otona IV. priznal za novega nemškega kralja. S tem ni le rešil vseh wittelsbaških posesti, ampak je kot izvršitelj reichsachta dobil tudi andeške bavarske fevde in lastne posesti. Brata sta se zatekla k sestri Gertrudi (Jeri) na ogrski dvor. 
Ekbert se je lahko vrnil na položaj bamberškega škofa šele leta 1211, ko so štaufovski pristaši ob pomoči papeža Inocenca III. pripravljali vzpon mladega Friderika II. na položaj nemškega kralja in so pri tem potrebovali pomoč. Rehabilitacija brata Henrika IV. pa se je dogodila šele tik pred njegovo smrtjo.
Po Henrikovi smrti (1228), umrl je brez otrok, je večji del njegove dediščine pripadel bratu Otonu I. († 1234), na katerega ni nikdar padel sum sodelovanja pri umoru in je zato obdržal nedotaknjene tudi svoje frankovske in burgundske posesti. Po njem je andeške bavarske in burgundske posesti podedoval njegov sin Oton II. († 1248). Po stari tradiciji pa je prišel glede posesti ob Ammersee in Starnberger See v spor z Wittelsbachom, bavarskim vojvodo Otonom II. († 1253). Da bi pokril stroške bojevanja, je svoje burgundske posesti dal v zastavo burgundskemu vojvodi, a je kljub temu izgubil wolfratshausensko posest. Tik pred smrtjo, ko so se Wittelsbachi pobotali s cesarjem Friderikom II., je prestopil v welfski tabor in si prislužil cesarjevo izobčenje.
S smrtjo Otona II. in kmalu za njim Bertolda († 1251), oglejskega patriarha, je andeška rodbina po moški strani izumrla. Naslov meranskega vojvode je ugasnil. Dediščino si je delilo pet sestra Otona II.
Iz rodbine Andeških prihajata tudi dve svetnici: sveta Hedvika Šlezijska († 1213, hči Bertolda III./IV. in Agneze iz Rochlitza) in sveta Elizabeta Turingijska († 1231, hči Gertrude/Jere in ogrskega kralja Andreja II.)

## Rodbinsko drevo Andeških[11]
| | | | | | |  |  | Bertold II. (†1151), grof Andeški, Diessen-Plassenburški, Kamniški. Ženi: 1. Zofija Waimar-Orlamünde 2. Kunigunda Püttenska (†1151)                                                           | | | | | |  |  |                                                               |                                                               |                                                               |                                                               |                                                               |                                                               |  |  | | | | | | |  |  |                                                                               |                                                                               |                                                                               |                                                                               |                                                                               |                                                                               |  |  |                                                            |                                                            |                                                            |                                                            |                                                            |                                                            |  |  |                                               |                                               |                                               |                                               |                                               |                                               |  |  |                                                                    |                                                                    |                                                                    |                                                                    |                                                                    |                                                                    |  |  |                                                |                                                |                                                |                                                |                                                |                                                |  |  |  |  |  |  |  |  |  |  |  |  |  |  |  |  |  |  |  |  |  |  |  |  |  |  |  |  |  |  |  |  |  |  |  |  |  |  |  |  |  |  |  |  |  |  |  |  |
| | | | | | |  |  | | | | | | |  |  |                                                               |                                                               |                                                               |                                                               |                                                               |                                                               |  |  | | | | | | |  |  |                                                                               |                                                                               |                                                                               |                                                                               |                                                                               |                                                                               |  |  |                                                            |                                                            |                                                            |                                                            |                                                            |                                                            |  |  |                                               |                                               |                                               |                                               |                                               |                                               |  |  |                                                                    |                                                                    |                                                                    |                                                                    |                                                                    |                                                                    |  |  |                                                |                                                |                                                |                                                |                                                |                                                |  |  |  |  |  |  |  |  |  |  |  |  |  |  |  |  |  |  |  |  |  |  |  |  |  |  |  |  |  |  |  |  |  |  |  |  |  |  |  |  |  |  |  |  |  |  |  |  |
| | | | | | |  |  | | | | | | |  |  |                                                               |                                                               |                                                               |                                                               |                                                               |                                                               |  |  | | | | | | |  |  |                                                                               |                                                                               |                                                                               |                                                                               |                                                                               |                                                                               |  |  |                                                            |                                                            |                                                            |                                                            |                                                            |                                                            |  |  |                                               |                                               |                                               |                                               |                                               |                                               |  |  |                                                                    |                                                                    |                                                                    |                                                                    |                                                                    |                                                                    |  |  |                                                |                                                |                                                |                                                |                                                |                                                |  |  |  |  |  |  |  |  |  |  |  |  |  |  |  |  |  |  |  |  |  |  |  |  |  |  |  |  |  |  |  |  |  |  |  |  |  |  |  |  |  |  |  |  |  |  |  |  |
| Popon I. (†1148), grof Andeški, Giechski, Plassenburški. Žena Kunigunda iz Giecha (†1143)                         | Popon I. (†1148), grof Andeški, Giechski, Plassenburški. Žena Kunigunda iz Giecha (†1143)                         | Popon I. (†1148), grof Andeški, Giechski, Plassenburški. Žena Kunigunda iz Giecha (†1143)                         | Popon I. (†1148), grof Andeški, Giechski, Plassenburški. Žena Kunigunda iz Giecha (†1143)                         | Popon I. (†1148), grof Andeški, Giechski, Plassenburški. Žena Kunigunda iz Giecha (†1143)                         | Popon I. (†1148), grof Andeški, Giechski, Plassenburški. Žena Kunigunda iz Giecha (†1143)                         |  |  | Bertold III.(†1188), grof Andeški, Plassenburški, Kranjski, Kamniški, Wolftratshausenski, istrski mejni grof. Ženi: 1. Hedvika iz Dachaua (†1174) 2. Liotgarda, hči danskega kralja Svena IV. | Bertold III.(†1188), grof Andeški, Plassenburški, Kranjski, Kamniški, Wolftratshausenski, istrski mejni grof. Ženi: 1. Hedvika iz Dachaua (†1174) 2. Liotgarda, hči danskega kralja Svena IV. | Bertold III.(†1188), grof Andeški, Plassenburški, Kranjski, Kamniški, Wolftratshausenski, istrski mejni grof. Ženi: 1. Hedvika iz Dachaua (†1174) 2. Liotgarda, hči danskega kralja Svena IV. | Bertold III.(†1188), grof Andeški, Plassenburški, Kranjski, Kamniški, Wolftratshausenski, istrski mejni grof. Ženi: 1. Hedvika iz Dachaua (†1174) 2. Liotgarda, hči danskega kralja Svena IV. | Bertold III.(†1188), grof Andeški, Plassenburški, Kranjski, Kamniški, Wolftratshausenski, istrski mejni grof. Ženi: 1. Hedvika iz Dachaua (†1174) 2. Liotgarda, hči danskega kralja Svena IV. | Bertold III.(†1188), grof Andeški, Plassenburški, Kranjski, Kamniški, Wolftratshausenski, istrski mejni grof. Ženi: 1. Hedvika iz Dachaua (†1174) 2. Liotgarda, hči danskega kralja Svena IV. |  |  | Oton (†1196), od 1165 škof v Briksnu, od 1177 škof v Bambergu | Oton (†1196), od 1165 škof v Briksnu, od 1177 škof v Bambergu | Oton (†1196), od 1165 škof v Briksnu, od 1177 škof v Bambergu | Oton (†1196), od 1165 škof v Briksnu, od 1177 škof v Bambergu | Oton (†1196), od 1165 škof v Briksnu, od 1177 škof v Bambergu | Oton (†1196), od 1165 škof v Briksnu, od 1177 škof v Bambergu |  |  | Matilda (†1160), opatinja v Edelstettnu                                                            | Matilda (†1160), opatinja v Edelstettnu                                                            | Matilda (†1160), opatinja v Edelstettnu                                                            | Matilda (†1160), opatinja v Edelstettnu                                                            | Matilda (†1160), opatinja v Edelstettnu                                                            | Matilda (†1160), opatinja v Edelstettnu                                                            |  |  | Evfemija (†1180), opatinja v Altomünstru                                      | Evfemija (†1180), opatinja v Altomünstru                                      | Evfemija (†1180), opatinja v Altomünstru                                      | Evfemija (†1180), opatinja v Altomünstru                                      | Evfemija (†1180), opatinja v Altomünstru                                      | Evfemija (†1180), opatinja v Altomünstru                                      |  |  | Gizela. Mož Diepold, grof iz Berga                         | Gizela. Mož Diepold, grof iz Berga                         | Gizela. Mož Diepold, grof iz Berga                         | Gizela. Mož Diepold, grof iz Berga                         | Gizela. Mož Diepold, grof iz Berga                         | Gizela. Mož Diepold, grof iz Berga                         |  |  | Kunigunda (†1139), nuna v samostanu v Admontu | Kunigunda (†1139), nuna v samostanu v Admontu | Kunigunda (†1139), nuna v samostanu v Admontu | Kunigunda (†1139), nuna v samostanu v Admontu | Kunigunda (†1139), nuna v samostanu v Admontu | Kunigunda (†1139), nuna v samostanu v Admontu |  |  |                                                                    |                                                                    |                                                                    |                                                                    |                                                                    |                                                                    |  |  |                                                |                                                |                                                |                                                |                                                |                                                |  |  |  |  |  |  |  |  |  |  |  |  |  |  |  |  |  |  |  |  |  |  |  |  |  |  |  |  |  |  |  |  |  |  |  |  |  |  |  |  |  |  |  |  |  |  |  |  |
| Popon I. (†1148), grof Andeški, Giechski, Plassenburški. Žena Kunigunda iz Giecha (†1143)                         | Popon I. (†1148), grof Andeški, Giechski, Plassenburški. Žena Kunigunda iz Giecha (†1143)                         | Popon I. (†1148), grof Andeški, Giechski, Plassenburški. Žena Kunigunda iz Giecha (†1143)                         | Popon I. (†1148), grof Andeški, Giechski, Plassenburški. Žena Kunigunda iz Giecha (†1143)                         | Popon I. (†1148), grof Andeški, Giechski, Plassenburški. Žena Kunigunda iz Giecha (†1143)                         | Popon I. (†1148), grof Andeški, Giechski, Plassenburški. Žena Kunigunda iz Giecha (†1143)                         |  |  | Bertold III.(†1188), grof Andeški, Plassenburški, Kranjski, Kamniški, Wolftratshausenski, istrski mejni grof. Ženi: 1. Hedvika iz Dachaua (†1174) 2. Liotgarda, hči danskega kralja Svena IV. | Bertold III.(†1188), grof Andeški, Plassenburški, Kranjski, Kamniški, Wolftratshausenski, istrski mejni grof. Ženi: 1. Hedvika iz Dachaua (†1174) 2. Liotgarda, hči danskega kralja Svena IV. | Bertold III.(†1188), grof Andeški, Plassenburški, Kranjski, Kamniški, Wolftratshausenski, istrski mejni grof. Ženi: 1. Hedvika iz Dachaua (†1174) 2. Liotgarda, hči danskega kralja Svena IV. | Bertold III.(†1188), grof Andeški, Plassenburški, Kranjski, Kamniški, Wolftratshausenski, istrski mejni grof. Ženi: 1. Hedvika iz Dachaua (†1174) 2. Liotgarda, hči danskega kralja Svena IV. | Bertold III.(†1188), grof Andeški, Plassenburški, Kranjski, Kamniški, Wolftratshausenski, istrski mejni grof. Ženi: 1. Hedvika iz Dachaua (†1174) 2. Liotgarda, hči danskega kralja Svena IV. | Bertold III.(†1188), grof Andeški, Plassenburški, Kranjski, Kamniški, Wolftratshausenski, istrski mejni grof. Ženi: 1. Hedvika iz Dachaua (†1174) 2. Liotgarda, hči danskega kralja Svena IV. |  |  | Oton (†1196), od 1165 škof v Briksnu, od 1177 škof v Bambergu | Oton (†1196), od 1165 škof v Briksnu, od 1177 škof v Bambergu | Oton (†1196), od 1165 škof v Briksnu, od 1177 škof v Bambergu | Oton (†1196), od 1165 škof v Briksnu, od 1177 škof v Bambergu | Oton (†1196), od 1165 škof v Briksnu, od 1177 škof v Bambergu | Oton (†1196), od 1165 škof v Briksnu, od 1177 škof v Bambergu |  |  | Matilda (†1160), opatinja v Edelstettnu                                                            | Matilda (†1160), opatinja v Edelstettnu                                                            | Matilda (†1160), opatinja v Edelstettnu                                                            | Matilda (†1160), opatinja v Edelstettnu                                                            | Matilda (†1160), opatinja v Edelstettnu                                                            | Matilda (†1160), opatinja v Edelstettnu                                                            |  |  | Evfemija (†1180), opatinja v Altomünstru                                      | Evfemija (†1180), opatinja v Altomünstru                                      | Evfemija (†1180), opatinja v Altomünstru                                      | Evfemija (†1180), opatinja v Altomünstru                                      | Evfemija (†1180), opatinja v Altomünstru                                      | Evfemija (†1180), opatinja v Altomünstru                                      |  |  | Gizela. Mož Diepold, grof iz Berga                         | Gizela. Mož Diepold, grof iz Berga                         | Gizela. Mož Diepold, grof iz Berga                         | Gizela. Mož Diepold, grof iz Berga                         | Gizela. Mož Diepold, grof iz Berga                         | Gizela. Mož Diepold, grof iz Berga                         |  |  | Kunigunda (†1139), nuna v samostanu v Admontu | Kunigunda (†1139), nuna v samostanu v Admontu | Kunigunda (†1139), nuna v samostanu v Admontu | Kunigunda (†1139), nuna v samostanu v Admontu | Kunigunda (†1139), nuna v samostanu v Admontu | Kunigunda (†1139), nuna v samostanu v Admontu |  |  |                                                                    |                                                                    |                                                                    |                                                                    |                                                                    |                                                                    |  |  |                                                |                                                |                                                |                                                |                                                |                                                |  |  |  |  |  |  |  |  |  |  |  |  |  |  |  |  |  |  |  |  |  |  |  |  |  |  |  |  |  |  |  |  |  |  |  |  |  |  |  |  |  |  |  |  |  |  |  |  |
| | | | | | |  |  | | | | | | |  |  |                                                               |                                                               |                                                               |                                                               |                                                               |                                                               |  |  | | | | | | |  |  |                                                                               |                                                                               |                                                                               |                                                                               |                                                                               |                                                                               |  |  |                                                            |                                                            |                                                            |                                                            |                                                            |                                                            |  |  |                                               |                                               |                                               |                                               |                                               |                                               |  |  |                                                                    |                                                                    |                                                                    |                                                                    |                                                                    |                                                                    |  |  |                                                |                                                |                                                |                                                |                                                |                                                |  |  |  |  |  |  |  |  |  |  |  |  |  |  |  |  |  |  |  |  |  |  |  |  |  |  |  |  |  |  |  |  |  |  |  |  |  |  |  |  |  |  |  |  |  |  |  |  |
| Henrik (†1180/86), opat v Millstadtu                                                                              | Henrik (†1180/86), opat v Millstadtu                                                                              | Henrik (†1180/86), opat v Millstadtu                                                                              | Henrik (†1180/86), opat v Millstadtu                                                                              | Henrik (†1180/86), opat v Millstadtu                                                                              | Henrik (†1180/86), opat v Millstadtu                                                                              |  |  | Bertold IV. (†1204), grof Andeški, istrski mejni grof, vojvoda Meranski. Žena Agnes iz Rochlitza (†1195)                                                                                      | Bertold IV. (†1204), grof Andeški, istrski mejni grof, vojvoda Meranski. Žena Agnes iz Rochlitza (†1195)                                                                                      | Bertold IV. (†1204), grof Andeški, istrski mejni grof, vojvoda Meranski. Žena Agnes iz Rochlitza (†1195)                                                                                      | Bertold IV. (†1204), grof Andeški, istrski mejni grof, vojvoda Meranski. Žena Agnes iz Rochlitza (†1195)                                                                                      | Bertold IV. (†1204), grof Andeški, istrski mejni grof, vojvoda Meranski. Žena Agnes iz Rochlitza (†1195)                                                                                      | Bertold IV. (†1204), grof Andeški, istrski mejni grof, vojvoda Meranski. Žena Agnes iz Rochlitza (†1195)                                                                                      |  |  | Zofija (†1218). Mož Popon, grof v Hennebergu                  | Zofija (†1218). Mož Popon, grof v Hennebergu                  | Zofija (†1218). Mož Popon, grof v Hennebergu                  | Zofija (†1218). Mož Popon, grof v Hennebergu                  | Zofija (†1218). Mož Popon, grof v Hennebergu                  | Zofija (†1218). Mož Popon, grof v Hennebergu                  |  |  | Kunigunda († po 1207). Mož Eberhard III., grof Ebersteinski                                        | Kunigunda († po 1207). Mož Eberhard III., grof Ebersteinski                                        | Kunigunda († po 1207). Mož Eberhard III., grof Ebersteinski                                        | Kunigunda († po 1207). Mož Eberhard III., grof Ebersteinski                                        | Kunigunda († po 1207). Mož Eberhard III., grof Ebersteinski                                        | Kunigunda († po 1207). Mož Eberhard III., grof Ebersteinski                                        |  |  | hči N. Mož Ompud, «župan« komitata Szolnok                                    | hči N. Mož Ompud, «župan« komitata Szolnok                                    | hči N. Mož Ompud, «župan« komitata Szolnok                                    | hči N. Mož Ompud, «župan« komitata Szolnok                                    | hči N. Mož Ompud, «župan« komitata Szolnok                                    | hči N. Mož Ompud, «župan« komitata Szolnok                                    |  |  | Matilda (†1245). Mož Engelbert III., grof Goriški          | Matilda (†1245). Mož Engelbert III., grof Goriški          | Matilda (†1245). Mož Engelbert III., grof Goriški          | Matilda (†1245). Mož Engelbert III., grof Goriški          | Matilda (†1245). Mož Engelbert III., grof Goriški          | Matilda (†1245). Mož Engelbert III., grof Goriški          |  |  | Popon II. (†1245), od 1239 škof v Bambergu    | Popon II. (†1245), od 1239 škof v Bambergu    | Popon II. (†1245), od 1239 škof v Bambergu    | Popon II. (†1245), od 1239 škof v Bambergu    | Popon II. (†1245), od 1239 škof v Bambergu    | Popon II. (†1245), od 1239 škof v Bambergu    |  |  | Berta (†1190), opatinja v Gerbstadtu                               | Berta (†1190), opatinja v Gerbstadtu                               | Berta (†1190), opatinja v Gerbstadtu                               | Berta (†1190), opatinja v Gerbstadtu                               | Berta (†1190), opatinja v Gerbstadtu                               | Berta (†1190), opatinja v Gerbstadtu                               |  |  |                                                |                                                |                                                |                                                |                                                |                                                |  |  |  |  |  |  |  |  |  |  |  |  |  |  |  |  |  |  |  |  |  |  |  |  |  |  |  |  |  |  |  |  |  |  |  |  |  |  |  |  |  |  |  |  |  |  |  |  |
| Henrik (†1180/86), opat v Millstadtu                                                                              | Henrik (†1180/86), opat v Millstadtu                                                                              | Henrik (†1180/86), opat v Millstadtu                                                                              | Henrik (†1180/86), opat v Millstadtu                                                                              | Henrik (†1180/86), opat v Millstadtu                                                                              | Henrik (†1180/86), opat v Millstadtu                                                                              |  |  | Bertold IV. (†1204), grof Andeški, istrski mejni grof, vojvoda Meranski. Žena Agnes iz Rochlitza (†1195)                                                                                      | Bertold IV. (†1204), grof Andeški, istrski mejni grof, vojvoda Meranski. Žena Agnes iz Rochlitza (†1195)                                                                                      | Bertold IV. (†1204), grof Andeški, istrski mejni grof, vojvoda Meranski. Žena Agnes iz Rochlitza (†1195)                                                                                      | Bertold IV. (†1204), grof Andeški, istrski mejni grof, vojvoda Meranski. Žena Agnes iz Rochlitza (†1195)                                                                                      | Bertold IV. (†1204), grof Andeški, istrski mejni grof, vojvoda Meranski. Žena Agnes iz Rochlitza (†1195)                                                                                      | Bertold IV. (†1204), grof Andeški, istrski mejni grof, vojvoda Meranski. Žena Agnes iz Rochlitza (†1195)                                                                                      |  |  | Zofija (†1218). Mož Popon, grof v Hennebergu                  | Zofija (†1218). Mož Popon, grof v Hennebergu                  | Zofija (†1218). Mož Popon, grof v Hennebergu                  | Zofija (†1218). Mož Popon, grof v Hennebergu                  | Zofija (†1218). Mož Popon, grof v Hennebergu                  | Zofija (†1218). Mož Popon, grof v Hennebergu                  |  |  | Kunigunda († po 1207). Mož Eberhard III., grof Ebersteinski                                        | Kunigunda († po 1207). Mož Eberhard III., grof Ebersteinski                                        | Kunigunda († po 1207). Mož Eberhard III., grof Ebersteinski                                        | Kunigunda († po 1207). Mož Eberhard III., grof Ebersteinski                                        | Kunigunda († po 1207). Mož Eberhard III., grof Ebersteinski                                        | Kunigunda († po 1207). Mož Eberhard III., grof Ebersteinski                                        |  |  | hči N. Mož Ompud, «župan« komitata Szolnok                                    | hči N. Mož Ompud, «župan« komitata Szolnok                                    | hči N. Mož Ompud, «župan« komitata Szolnok                                    | hči N. Mož Ompud, «župan« komitata Szolnok                                    | hči N. Mož Ompud, «župan« komitata Szolnok                                    | hči N. Mož Ompud, «župan« komitata Szolnok                                    |  |  | Matilda (†1245). Mož Engelbert III., grof Goriški          | Matilda (†1245). Mož Engelbert III., grof Goriški          | Matilda (†1245). Mož Engelbert III., grof Goriški          | Matilda (†1245). Mož Engelbert III., grof Goriški          | Matilda (†1245). Mož Engelbert III., grof Goriški          | Matilda (†1245). Mož Engelbert III., grof Goriški          |  |  | Popon II. (†1245), od 1239 škof v Bambergu    | Popon II. (†1245), od 1239 škof v Bambergu    | Popon II. (†1245), od 1239 škof v Bambergu    | Popon II. (†1245), od 1239 škof v Bambergu    | Popon II. (†1245), od 1239 škof v Bambergu    | Popon II. (†1245), od 1239 škof v Bambergu    |  |  | Berta (†1190), opatinja v Gerbstadtu                               | Berta (†1190), opatinja v Gerbstadtu                               | Berta (†1190), opatinja v Gerbstadtu                               | Berta (†1190), opatinja v Gerbstadtu                               | Berta (†1190), opatinja v Gerbstadtu                               | Berta (†1190), opatinja v Gerbstadtu                               |  |  |                                                |                                                |                                                |                                                |                                                |                                                |  |  |  |  |  |  |  |  |  |  |  |  |  |  |  |  |  |  |  |  |  |  |  |  |  |  |  |  |  |  |  |  |  |  |  |  |  |  |  |  |  |  |  |  |  |  |  |  |
| | | | | | |  |  | | | | | | |  |  |                                                               |                                                               |                                                               |                                                               |                                                               |                                                               |  |  | | | | | | |  |  |                                                                               |                                                                               |                                                                               |                                                                               |                                                                               |                                                                               |  |  |                                                            |                                                            |                                                            |                                                            |                                                            |                                                            |  |  |                                               |                                               |                                               |                                               |                                               |                                               |  |  |                                                                    |                                                                    |                                                                    |                                                                    |                                                                    |                                                                    |  |  |                                                |                                                |                                                |                                                |                                                |                                                |  |  |  |  |  |  |  |  |  |  |  |  |  |  |  |  |  |  |  |  |  |  |  |  |  |  |  |  |  |  |  |  |  |  |  |  |  |  |  |  |  |  |  |  |  |  |  |  |
| Oton I. (†1234), vojvoda Meranski, palatinski grof v Burgundiji. Ženi: 1. Beatriks Štaufovska 2. Zofija Anhaltska | Oton I. (†1234), vojvoda Meranski, palatinski grof v Burgundiji. Ženi: 1. Beatriks Štaufovska 2. Zofija Anhaltska | Oton I. (†1234), vojvoda Meranski, palatinski grof v Burgundiji. Ženi: 1. Beatriks Štaufovska 2. Zofija Anhaltska | Oton I. (†1234), vojvoda Meranski, palatinski grof v Burgundiji. Ženi: 1. Beatriks Štaufovska 2. Zofija Anhaltska | Oton I. (†1234), vojvoda Meranski, palatinski grof v Burgundiji. Ženi: 1. Beatriks Štaufovska 2. Zofija Anhaltska | Oton I. (†1234), vojvoda Meranski, palatinski grof v Burgundiji. Ženi: 1. Beatriks Štaufovska 2. Zofija Anhaltska |  |  | Henrik II. (†1228), istrski mejni grof, po 1208 s sedežem v Kamniku. Žena Zofija Višnjegorska                                                                                                 | Henrik II. (†1228), istrski mejni grof, po 1208 s sedežem v Kamniku. Žena Zofija Višnjegorska                                                                                                 | Henrik II. (†1228), istrski mejni grof, po 1208 s sedežem v Kamniku. Žena Zofija Višnjegorska                                                                                                 | Henrik II. (†1228), istrski mejni grof, po 1208 s sedežem v Kamniku. Žena Zofija Višnjegorska                                                                                                 | Henrik II. (†1228), istrski mejni grof, po 1208 s sedežem v Kamniku. Žena Zofija Višnjegorska                                                                                                 | Henrik II. (†1228), istrski mejni grof, po 1208 s sedežem v Kamniku. Žena Zofija Višnjegorska                                                                                                 |  |  | Ekbert (†1237), od 1203 bamberški škof                        | Ekbert (†1237), od 1203 bamberški škof                        | Ekbert (†1237), od 1203 bamberški škof                        | Ekbert (†1237), od 1203 bamberški škof                        | Ekbert (†1237), od 1203 bamberški škof                        | Ekbert (†1237), od 1203 bamberški škof                        |  |  | Bertold V. (†1251), 1206-1218 nadškof v Kalocsi, od 1218 oglejski patriarh                         | Bertold V. (†1251), 1206-1218 nadškof v Kalocsi, od 1218 oglejski patriarh                         | Bertold V. (†1251), 1206-1218 nadškof v Kalocsi, od 1218 oglejski patriarh                         | Bertold V. (†1251), 1206-1218 nadškof v Kalocsi, od 1218 oglejski patriarh                         | Bertold V. (†1251), 1206-1218 nadškof v Kalocsi, od 1218 oglejski patriarh                         | Bertold V. (†1251), 1206-1218 nadškof v Kalocsi, od 1218 oglejski patriarh                         |  |  | hči N., 1190 načrtovana poroka z nečakom Štefana Nemanje                      | hči N., 1190 načrtovana poroka z nečakom Štefana Nemanje                      | hči N., 1190 načrtovana poroka z nečakom Štefana Nemanje                      | hči N., 1190 načrtovana poroka z nečakom Štefana Nemanje                      | hči N., 1190 načrtovana poroka z nečakom Štefana Nemanje                      | hči N., 1190 načrtovana poroka z nečakom Štefana Nemanje                      |  |  | Neža Marija (†1201). Mož Filip II. Avgust, francoski kralj | Neža Marija (†1201). Mož Filip II. Avgust, francoski kralj | Neža Marija (†1201). Mož Filip II. Avgust, francoski kralj | Neža Marija (†1201). Mož Filip II. Avgust, francoski kralj | Neža Marija (†1201). Mož Filip II. Avgust, francoski kralj | Neža Marija (†1201). Mož Filip II. Avgust, francoski kralj |  |  | Jera(†1213). Mož Andrej II., ogrski kralj     | Jera(†1213). Mož Andrej II., ogrski kralj     | Jera(†1213). Mož Andrej II., ogrski kralj     | Jera(†1213). Mož Andrej II., ogrski kralj     | Jera(†1213). Mož Andrej II., ogrski kralj     | Jera(†1213). Mož Andrej II., ogrski kralj     |  |  | Hedvika (†1243), svetnica. Mož Henrik I., šlezijski vojvoda        | Hedvika (†1243), svetnica. Mož Henrik I., šlezijski vojvoda        | Hedvika (†1243), svetnica. Mož Henrik I., šlezijski vojvoda        | Hedvika (†1243), svetnica. Mož Henrik I., šlezijski vojvoda        | Hedvika (†1243), svetnica. Mož Henrik I., šlezijski vojvoda        | Hedvika (†1243), svetnica. Mož Henrik I., šlezijski vojvoda        |  |  | Matilda (†1254), od 1215 opatinja v Kitzingenu | Matilda (†1254), od 1215 opatinja v Kitzingenu | Matilda (†1254), od 1215 opatinja v Kitzingenu | Matilda (†1254), od 1215 opatinja v Kitzingenu | Matilda (†1254), od 1215 opatinja v Kitzingenu | Matilda (†1254), od 1215 opatinja v Kitzingenu |  |  |  |  |  |  |  |  |  |  |  |  |  |  |  |  |  |  |  |  |  |  |  |  |  |  |  |  |  |  |  |  |  |  |  |  |  |  |  |  |  |  |  |  |  |  |  |  |
| Oton I. (†1234), vojvoda Meranski, palatinski grof v Burgundiji. Ženi: 1. Beatriks Štaufovska 2. Zofija Anhaltska | Oton I. (†1234), vojvoda Meranski, palatinski grof v Burgundiji. Ženi: 1. Beatriks Štaufovska 2. Zofija Anhaltska | Oton I. (†1234), vojvoda Meranski, palatinski grof v Burgundiji. Ženi: 1. Beatriks Štaufovska 2. Zofija Anhaltska | Oton I. (†1234), vojvoda Meranski, palatinski grof v Burgundiji. Ženi: 1. Beatriks Štaufovska 2. Zofija Anhaltska | Oton I. (†1234), vojvoda Meranski, palatinski grof v Burgundiji. Ženi: 1. Beatriks Štaufovska 2. Zofija Anhaltska | Oton I. (†1234), vojvoda Meranski, palatinski grof v Burgundiji. Ženi: 1. Beatriks Štaufovska 2. Zofija Anhaltska |  |  | Henrik II. (†1228), istrski mejni grof, po 1208 s sedežem v Kamniku. Žena Zofija Višnjegorska                                                                                                 | Henrik II. (†1228), istrski mejni grof, po 1208 s sedežem v Kamniku. Žena Zofija Višnjegorska                                                                                                 | Henrik II. (†1228), istrski mejni grof, po 1208 s sedežem v Kamniku. Žena Zofija Višnjegorska                                                                                                 | Henrik II. (†1228), istrski mejni grof, po 1208 s sedežem v Kamniku. Žena Zofija Višnjegorska                                                                                                 | Henrik II. (†1228), istrski mejni grof, po 1208 s sedežem v Kamniku. Žena Zofija Višnjegorska                                                                                                 | Henrik II. (†1228), istrski mejni grof, po 1208 s sedežem v Kamniku. Žena Zofija Višnjegorska                                                                                                 |  |  | Ekbert (†1237), od 1203 bamberški škof                        | Ekbert (†1237), od 1203 bamberški škof                        | Ekbert (†1237), od 1203 bamberški škof                        | Ekbert (†1237), od 1203 bamberški škof                        | Ekbert (†1237), od 1203 bamberški škof                        | Ekbert (†1237), od 1203 bamberški škof                        |  |  | Bertold V. (†1251), 1206-1218 nadškof v Kalocsi, od 1218 oglejski patriarh                         | Bertold V. (†1251), 1206-1218 nadškof v Kalocsi, od 1218 oglejski patriarh                         | Bertold V. (†1251), 1206-1218 nadškof v Kalocsi, od 1218 oglejski patriarh                         | Bertold V. (†1251), 1206-1218 nadškof v Kalocsi, od 1218 oglejski patriarh                         | Bertold V. (†1251), 1206-1218 nadškof v Kalocsi, od 1218 oglejski patriarh                         | Bertold V. (†1251), 1206-1218 nadškof v Kalocsi, od 1218 oglejski patriarh                         |  |  | hči N., 1190 načrtovana poroka z nečakom Štefana Nemanje                      | hči N., 1190 načrtovana poroka z nečakom Štefana Nemanje                      | hči N., 1190 načrtovana poroka z nečakom Štefana Nemanje                      | hči N., 1190 načrtovana poroka z nečakom Štefana Nemanje                      | hči N., 1190 načrtovana poroka z nečakom Štefana Nemanje                      | hči N., 1190 načrtovana poroka z nečakom Štefana Nemanje                      |  |  | Neža Marija (†1201). Mož Filip II. Avgust, francoski kralj | Neža Marija (†1201). Mož Filip II. Avgust, francoski kralj | Neža Marija (†1201). Mož Filip II. Avgust, francoski kralj | Neža Marija (†1201). Mož Filip II. Avgust, francoski kralj | Neža Marija (†1201). Mož Filip II. Avgust, francoski kralj | Neža Marija (†1201). Mož Filip II. Avgust, francoski kralj |  |  | Jera(†1213). Mož Andrej II., ogrski kralj     | Jera(†1213). Mož Andrej II., ogrski kralj     | Jera(†1213). Mož Andrej II., ogrski kralj     | Jera(†1213). Mož Andrej II., ogrski kralj     | Jera(†1213). Mož Andrej II., ogrski kralj     | Jera(†1213). Mož Andrej II., ogrski kralj     |  |  | Hedvika (†1243), svetnica. Mož Henrik I., šlezijski vojvoda        | Hedvika (†1243), svetnica. Mož Henrik I., šlezijski vojvoda        | Hedvika (†1243), svetnica. Mož Henrik I., šlezijski vojvoda        | Hedvika (†1243), svetnica. Mož Henrik I., šlezijski vojvoda        | Hedvika (†1243), svetnica. Mož Henrik I., šlezijski vojvoda        | Hedvika (†1243), svetnica. Mož Henrik I., šlezijski vojvoda        |  |  | Matilda (†1254), od 1215 opatinja v Kitzingenu | Matilda (†1254), od 1215 opatinja v Kitzingenu | Matilda (†1254), od 1215 opatinja v Kitzingenu | Matilda (†1254), od 1215 opatinja v Kitzingenu | Matilda (†1254), od 1215 opatinja v Kitzingenu | Matilda (†1254), od 1215 opatinja v Kitzingenu |  |  |  |  |  |  |  |  |  |  |  |  |  |  |  |  |  |  |  |  |  |  |  |  |  |  |  |  |  |  |  |  |  |  |  |  |  |  |  |  |  |  |  |  |  |  |  |  |
| | | | | | |  |  | | | | | | |  |  |                                                               |                                                               |                                                               |                                                               |                                                               |                                                               |  |  | | | | | | |  |  |                                                                               |                                                                               |                                                                               |                                                                               |                                                                               |                                                                               |  |  |                                                            |                                                            |                                                            |                                                            |                                                            |                                                            |  |  |                                               |                                               |                                               |                                               |                                               |                                               |  |  |                                                                    |                                                                    |                                                                    |                                                                    |                                                                    |                                                                    |  |  |                                                |                                                |                                                |                                                |                                                |                                                |  |  |  |  |  |  |  |  |  |  |  |  |  |  |  |  |  |  |  |  |  |  |  |  |  |  |  |  |  |  |  |  |  |  |  |  |  |  |  |  |  |  |  |  |  |  |  |  |
| Oton II. (†1248), vojvoda                                                                                         | Oton II. (†1248), vojvoda                                                                                         | Oton II. (†1248), vojvoda                                                                                         | Oton II. (†1248), vojvoda                                                                                         | Oton II. (†1248), vojvoda                                                                                         | Oton II. (†1248), vojvoda                                                                                         |  |  | Neža (†1262). Moža: 1229 Friderik Bojeviti, Babenberžan, ločena 1240 2. 1248/59 Ulrik II. Spanheimski, koroški vojvoda                                                                        | Neža (†1262). Moža: 1229 Friderik Bojeviti, Babenberžan, ločena 1240 2. 1248/59 Ulrik II. Spanheimski, koroški vojvoda                                                                        | Neža (†1262). Moža: 1229 Friderik Bojeviti, Babenberžan, ločena 1240 2. 1248/59 Ulrik II. Spanheimski, koroški vojvoda                                                                        | Neža (†1262). Moža: 1229 Friderik Bojeviti, Babenberžan, ločena 1240 2. 1248/59 Ulrik II. Spanheimski, koroški vojvoda                                                                        | Neža (†1262). Moža: 1229 Friderik Bojeviti, Babenberžan, ločena 1240 2. 1248/59 Ulrik II. Spanheimski, koroški vojvoda                                                                        | Neža (†1262). Moža: 1229 Friderik Bojeviti, Babenberžan, ločena 1240 2. 1248/59 Ulrik II. Spanheimski, koroški vojvoda                                                                        |  |  | Beatriks († po 14.11.1265). Mož Herman IV., grof Orlamündski  | Beatriks († po 14.11.1265). Mož Herman IV., grof Orlamündski  | Beatriks († po 14.11.1265). Mož Herman IV., grof Orlamündski  | Beatriks († po 14.11.1265). Mož Herman IV., grof Orlamündski  | Beatriks († po 14.11.1265). Mož Herman IV., grof Orlamündski  | Beatriks († po 14.11.1265). Mož Herman IV., grof Orlamündski  |  |  | Marjeta (†1261/71). Moža: 1. Přemysl, moravski mejni grof (†1239) 2. Friderik grof Truhendingenski | Marjeta (†1261/71). Moža: 1. Přemysl, moravski mejni grof (†1239) 2. Friderik grof Truhendingenski | Marjeta (†1261/71). Moža: 1. Přemysl, moravski mejni grof (†1239) 2. Friderik grof Truhendingenski | Marjeta (†1261/71). Moža: 1. Přemysl, moravski mejni grof (†1239) 2. Friderik grof Truhendingenski | Marjeta (†1261/71). Moža: 1. Přemysl, moravski mejni grof (†1239) 2. Friderik grof Truhendingenski | Marjeta (†1261/71). Moža: 1. Přemysl, moravski mejni grof (†1239) 2. Friderik grof Truhendingenski |  |  | Adelajda (†1279). Moža: 1. Hugo Burgund-Salis (†1266) 2. Filip, grof Savojski | Adelajda (†1279). Moža: 1. Hugo Burgund-Salis (†1266) 2. Filip, grof Savojski | Adelajda (†1279). Moža: 1. Hugo Burgund-Salis (†1266) 2. Filip, grof Savojski | Adelajda (†1279). Moža: 1. Hugo Burgund-Salis (†1266) 2. Filip, grof Savojski | Adelajda (†1279). Moža: 1. Hugo Burgund-Salis (†1266) 2. Filip, grof Savojski | Adelajda (†1279). Moža: 1. Hugo Burgund-Salis (†1266) 2. Filip, grof Savojski |  |  | Elizabeta (†1272). Mož Friderik, grajski grof Nürnberški   | Elizabeta (†1272). Mož Friderik, grajski grof Nürnberški   | Elizabeta (†1272). Mož Friderik, grajski grof Nürnberški   | Elizabeta (†1272). Mož Friderik, grajski grof Nürnberški   | Elizabeta (†1272). Mož Friderik, grajski grof Nürnberški   | Elizabeta (†1272). Mož Friderik, grajski grof Nürnberški   |  |  | Bela IV. (†1270) ogrski kralj                 | Bela IV. (†1270) ogrski kralj                 | Bela IV. (†1270) ogrski kralj                 | Bela IV. (†1270) ogrski kralj                 | Bela IV. (†1270) ogrski kralj                 | Bela IV. (†1270) ogrski kralj                 |  |  | Elizabeta (†1231) svetnica Mož Ludvik IV. turingijski deželni grof | Elizabeta (†1231) svetnica Mož Ludvik IV. turingijski deželni grof | Elizabeta (†1231) svetnica Mož Ludvik IV. turingijski deželni grof | Elizabeta (†1231) svetnica Mož Ludvik IV. turingijski deželni grof | Elizabeta (†1231) svetnica Mož Ludvik IV. turingijski deželni grof | Elizabeta (†1231) svetnica Mož Ludvik IV. turingijski deželni grof |  |  |                                                |                                                |                                                |                                                |                                                |                                                |  |  |  |  |  |  |  |  |  |  |  |  |  |  |  |  |  |  |  |  |  |  |  |  |  |  |  |  |  |  |  |  |  |  |  |  |  |  |  |  |  |  |  |  |  |  |  |  |

## Andeški na Slovenskem
Rodbina Andeških je na južni strani Alp pridobila prve posesti z doto in potem dediščino žene grofa Bertolda I./II. (†1151). Zofija (†1132) je bila ena od dveh hčera Popona (†1101), kranjskega upravitelja in istrskega krajišnika iz turingijske rodbine grofov Weimar-Orlamünde. Že Bertold I./II. se je imenoval tudi po Kamniku ,comes de Stain. Njegov sin Bertold II./III. (†1188) je poleg kranjskih posesti in deželnega upraviteljstva, ki ga je imel v imenu oglejskega patriarha, pridobil še krajiško oblast v Istri. Njegov sin Bertold III./IV. pa je že nosil naziv, vojvoda Meranije, Dalmacije in Hrvaške, ki mu ga je za zasluge podelil cesar.
Po smrti Bertolda III./IV. je postal istrski krajišnik in oglejski deželni upravitelj na Kranjskem in obenem dedič obsežnih andeških fevdov in lastnih posesti na slovenskih tleh njegov drugi sin Henrik IV. (†1228). V Istri so se njegovi oblasti vse bolj izmikala mesta, ki so ob podpori Benečanov razvijala vse bolj samostojno mestno oblast. Svoj položaj na Kranjskem pa je utrdil z ženitvijo z Zofijo Višnjegorsko, dedinjo vsega velikega višnjegorskega gospostva. Svojim posestim na vzhodnem Gorenjskem med Savo in Savinjskimi alpami, od Kokre do Motnika in Trojan, je tako dodal višnjegorsko gospostvo in Belo krajino. Lastno in priženjeno posest je še povečal s cerkvenimi fevdi, ki jih je pridobil. Med njimi velja omeniti salzburško Krško, freisinški trg Otok ob Krki (Gutenwerth) ter veliko krško gospostvo Ljubek nad Litijo, ki je povezovalo Henrikovo gorenjsko in dolenjsko posest. V Kamniku, Otoku in Slovenj Gradcu je celo koval denar. Kazalo je že, da bo oglejskega patriarha popolnoma izrinil in vzpostavil deželno oblast na Kranjskem.
Tedaj pa se je dogodil nesrečni uboj kralja Filipa in državni zbor je zaradi suma sokrivde Henriku odvzel vso njegovo lastno zemljo ter fevde in funkcije, ki jih je imel od države. Med temi je bila tudi mejna grofija Istra, ki jo je leta 1208 dobil bavarski vojvoda Ludvik I. Tej dodelitvi se je uprl oglejski partriarh Wolfger in leta 1209 je kralj Oton IV. Istro in Kranjsko formalno spet podeli oglejskemu patriarhatu. Vendar so številne zveze in zvesti ministeriali na Kranjskem (kot bavarski Gali, ki jim je Kranjska postala nova domovina), še zlasti v Kamniku in Slovenj Gradcu, Henriku omogočali, da je na Kranjskem dejansko še vedno gospodaril on.
Težave z oglejskim patriarhatom so prenehale, ko je papež Honorij III. po Wolfgerjevi smrti za oglejskega patriarha postavil Henrikovega mlajšega brata Bertolda. Bertold je prepustil gospodarjenje na Kranjskem in v Slovenj Gradcu Henriku, sam pa se je močno angažiral v krepitev oblasti v Istri. Pri tem je imel podporo cesarja Friderika II.
Henrik je leta 1228 umrl na svojem gradu v Slovenj Gradcu. Bavarske posesti, ki jih je malo pred smrtjo dobil od bavarskega vojvode nazaj, je podedoval brat Oton I. (†1234), za posesti tostran Alp pa sta se brata Oton in Bertold sprla. Cesar je odločil v prid Bertolda, ki ga je imel za zaveznika v boju proti sovražnim mu lombardskim mestom. V sporu med novim papežem Gregorjem IX. in cesarjem je bil Bertold eden od posredovalcev sprave v San Germanu (Cassino, 1230). Oglejske posesti so bile tedaj patriarhatu podeljene kot cesarski fevd. A s tem Bertoldovih težav ni bilo konec.
Pojavili so se je nov nasprotnik, avstrijsko-štajerski vojvoda Friderik Bojeviti. Že njegov oče, vojvoda Leopold VI., si je ob gospodarski stiski freisinške škofije pridobil veliko freisinških fevdov med Mirno in Krko, ki jih je poprej imel od nje pokojni Henrik in jih priključil babenberškim posestim ob spodnji Savinji in okrog Kuma. Leta 1229 se je z Friderikom omožila Agneza (Neža), hči Otona I., in po tastovi smrti se je bojeviti Friderik začel nazivati dominus Carniolie, gospod Kranjske. Friderik Bojeviti je leta 1246 padel v Litvi v boju proti Čehom in Ogrom.
V sporu med papežem in cesarjem je Bertold dolgo časa skušal pomagati cesarju, nazadnje pa se je tudi on pridružil njegovim nasprotnikom. Cesar se je odzval tako, da je Kranjsko proglasil za državi zapadlo deželo in postavil za novega državnega upravitelja goriškega grofa Majnharda III. (†1258). V stiski je Bertold iskal zavezništvo pri novem glavnem tekmecu za deželnoknežjo oblast na Kranjskem, Ulriku III. Spanheinskemu. Slednji se je leta 1248 poročil s patriarhovo nečakinjo Agnezo (Nežo), vdovo po Frideriku Bojevitem, ki mu je z doto prinesla večino andeško-višnjegorske dediščine. A smrt cesarja Friderika II. (decembra 1250), je napetostim na Kranjskem odvzela ostrino.
Naslednje leto je umrl tudi patriarh Bertold. Tik pred smrtjo je še posvetil novo cerkev v Slovenj Gradcu svoji nečakinji Elizabeti Turingijski, hčerki sestre Gertrude (Jere) in ogrskega kralja Andreja II., ki je bila že leta 1235 razglašena za svetnico. Slovenjgraško andeško posest je zapustil oglejskemu patriarhatu.
Z Bertoldovo smrtjo se je zavezništvo me oglejsko patriarhijo in Spanheimi razdrlo. Ulrik III. je uspešno nastopil zoper Bertoldovega naslednika, patriarha Gregoria da Montelonga, si prisvojil posesti nekdanjega Henrikovega dominija, jih združil s svojimi in si najpozneje do leta 1251 nadel naslov gospod Kranjske, dominus Carnioliae.

## Posesti
V času okoli 1100 je del nekdanje posesti Weimar-Orlamünde prešel na Andeške grofe. To so bila področja med  Motnikom in  Trojanami do Kokre in  Kranja, med  Kamniškimi Alpami in do reke Save, s Kamnikom  kot centrom z gradovi:
- Breg,
- Brnik,
- Cerklje,
- Stari grad Kamnik, (1202)
- Spodnji grad Kamnik,
- Kokra, Preddvor,
- Kolovec, (Gerlochstein),
- Grad Limberk ,
- Grad Lebek/Ljubek fevd Krških škofov,
- Grad Mekinje,
- Grad Mengeš,
- Dvor Olševek, Šenčur (1154)
- Grad Turn pri Preddvoru,  Preddvor (1156)
- Dvor Špitalič, (Poxrugkghoff) (pred 1231)
- Grad Turn pod Novim gradom,  (1156)
- Velesovo,
- Grad Koprivnik (Rabensberg), Vranja Peč

Po letu 1209 je družini Andeško-Meranskih pripadla tudi večina posesti Višnjegorskih. Ti gradovi in dvori ter gospostva so bili:
- Grad Višnja Gora, matični grad Višnjegorskih,
- Dvor Zalog (Brajtenav) pri Novem mestu,
- Grad Hohenau, Mihovo na Gorjancih nad Šentjernejem,
- Grad Hmeljnik pri Karteljevem,
- Dvor Kronovo, Dolenje Kronovo pri Novem mestu,
- Grad Lihtenberk  pri Litiji,
- Grad Mehovo, Podgrad
- Grad Mokronog,
- Grad Mirna,
- Grad Prežek, na Gorjancih
- Grad Čretež, Dolenje Laknice pri Mokronogu,
- Grad Slepčjek pri Mokronogu,
- Grad Otočec,
- Grad Vernek,
- Grad Šumberk.